# ジャン・サッシ
ジャン・サッシ（Jean Sassi、1917年6月11日 – 2009年1月9日）は、フランスの軍人。最終階級は大佐。自由フランス軍の中央情報・行動局の将校を務めた。